# Eugeniusz Brzeziński
Eugeniusz Brzeziński (ur. 6 grudnia 1939 w Wokowicach, zm. 17 czerwca 2008) – polski inżynier i polityk, poseł na Sejm X kadencji.

## Życiorys
Ukończył w 1977 Politechnikę Krakowską, uzyskując tytuł zawodowy inżyniera mechanika. Był pracownikiem Zjednoczonych Zespołów Gospodarczych INCO-Veritas oraz dyrektorem Zakładu Produkcji Chemicznych INCO-Veritas w Krakowie (instytucji związanych ze Stowarzyszeniem „Pax”).
Zasiadał w radzie narodowej miasta Krakowa z ramienia „Pax”. W 1989 uzyskał mandat posła na Sejm kontraktowy w okręgu Kraków-Nowa Huta. Pełnił funkcję zastępcy przewodniczącego Komisji Handlu i Usług, ponadto zasiadał w Komisji Systemu Gospodarczego, Przemysłu i Budownictwa oraz Komisji Nadzwyczajnej do zbadania sprawy importu alkoholi oraz w Komisji Systemu Gospodarczego i Polityki Przemysłowej. W 1991 bez powodzenia ubiegał się o reelekcję z listy Chrześcijańskiej Demokracji, a w 1993 również bezskutecznie kandydował do Sejmu z listy Koalicji dla Rzeczypospolitej.
Pochowany na cmentarzu Rakowickim w Krakowie (LXXXVI, 11, 40).